# Provincia de Tundama
La provincia de Tundama es una de las 15 provincias del departamento de Boyacá, en el centro-oriente de Colombia. Se ubica al norte del departamento y cuenta con 9 municipios. Su capital es Duitama, el mayor centro urbano, comercial y de servicios de la región.  Su nombre proviene del cacique Tundama, uno de los principales líderes políticos y militares de la sociedad muisca, quien ofreció resistencia al contingente español liderado por el conquistador Gonzalo Jiménez de Quesada.

## Límites
Limita al norte con el departamento de Santander. Al este, con la Provincia del Norte y Provincia de Valderrama, ambas en Boyacá. Por el sur, con la de Sugamuxi. Y por el oeste, con la Centro y de nuevo con Santander.

## Historia

Ubicación de la antigua provincia del Tundama en la Nueva Granada (1855).

Antes de la Conquista, en Boyacá se encontraba la civilización Muisca, la más desarrollada del país. Su nombre se origina del vocablo chibcha Bojacá que significa "cercano del cacique o región de la manta real". Una vez conquistada América, el gobierno fue ejercido por el gobernador general nombrado directamente por el rey. 
Mediante la Constitución de Rionegro en 1863 las divisiones administrativas de Boyacá sufrieron varias modificaciones y según la Ley 10 del mismo año se adoptó una nueva división en 6 departamentos: Casanare, Tundama, Norte, Occidente, Oriente y Centro. 
La Constitución de 1886, de carácter centralista, dividió el país en departamentos, éstos en provincias y las provincias en municipios; las provincias fueron suprimidas en 1911 por Decreto Ejecutivo n.º 306 y el territorio de Tundama pasó a formar parte nuevamente del Departamento de Boyacá.

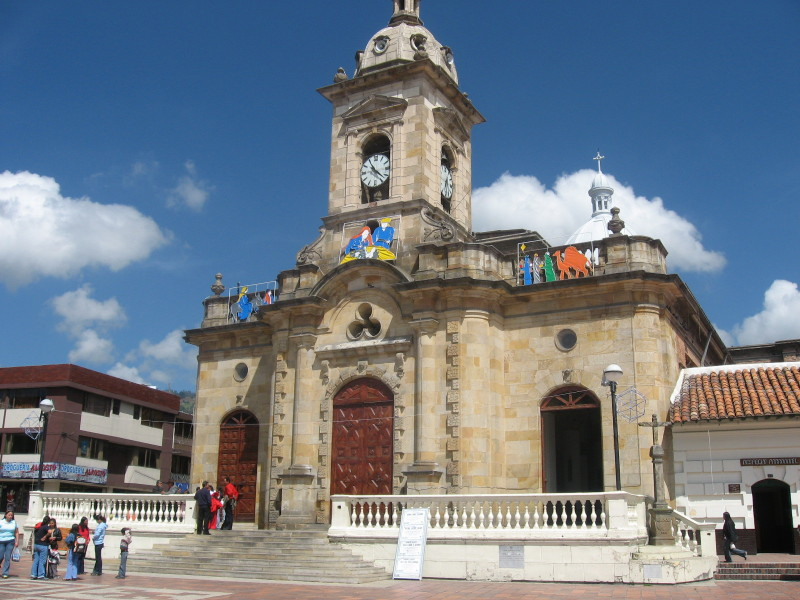
Paipa.

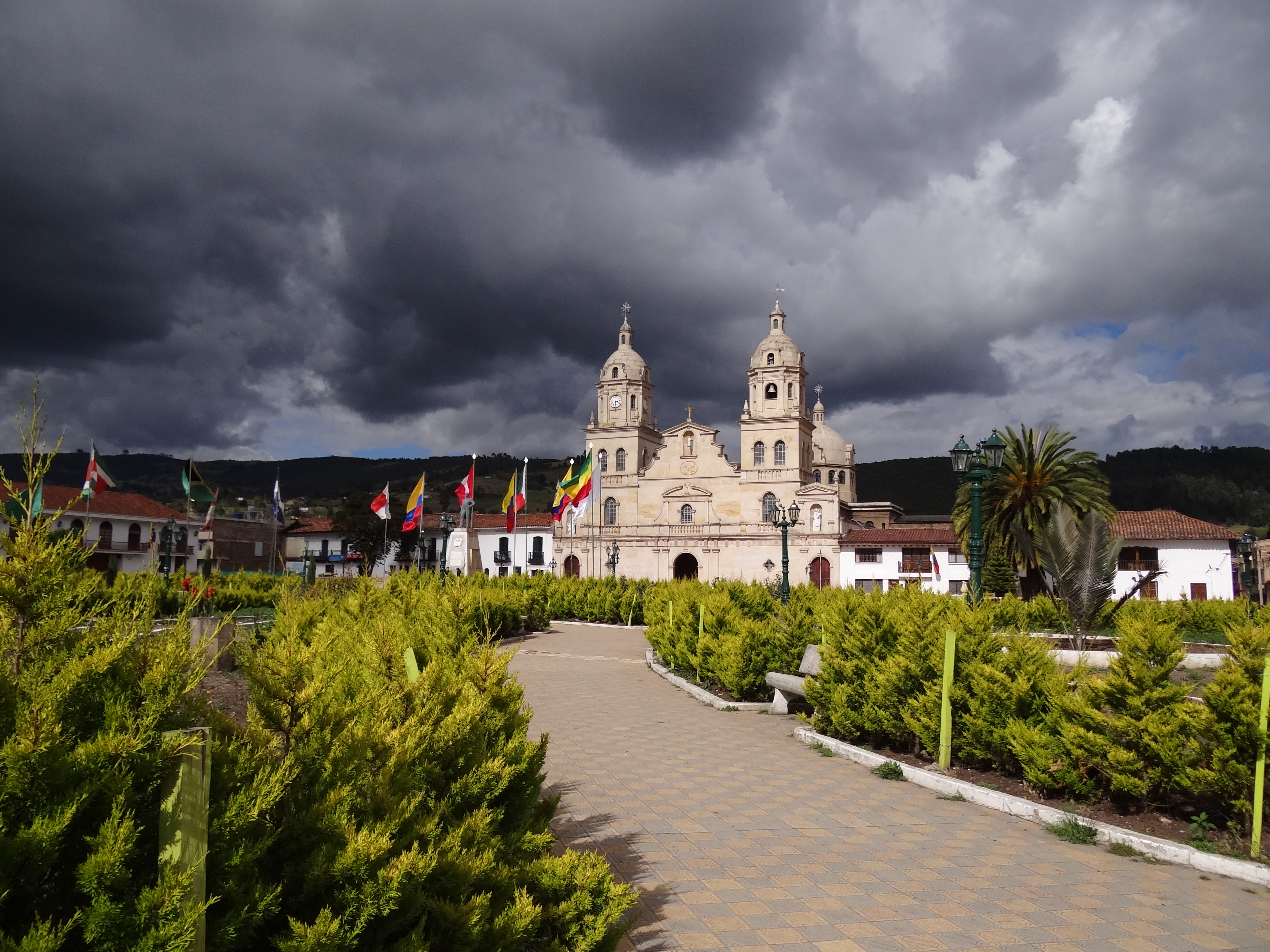
Santa Rosa de Viterbo.

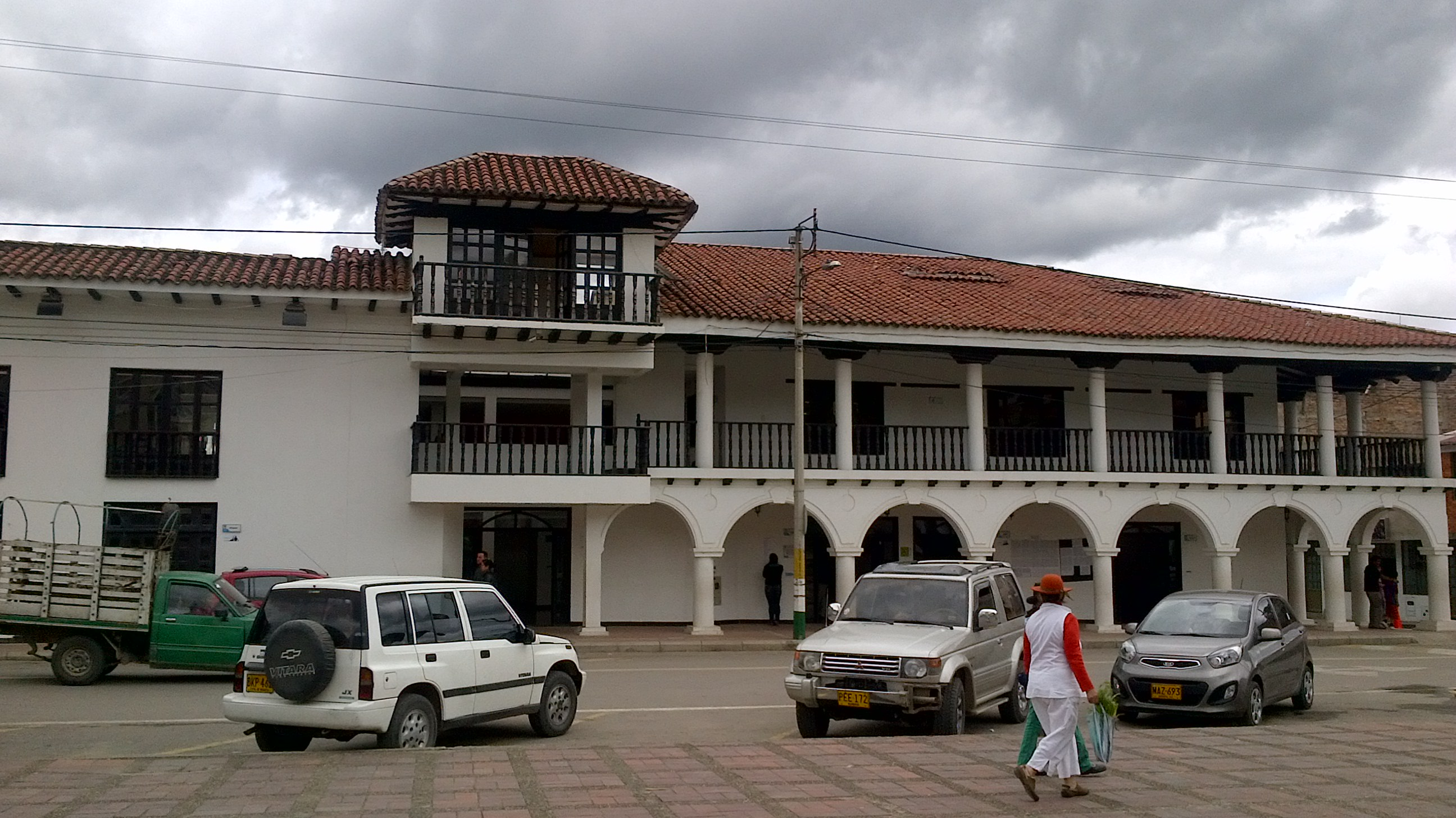
Belén.

## Municipios
| Insignia | Nombre                | Área (km²)   | Habitantes | Altitud (m s. n. m.) | Año de fundación | Código postal urbano |
| -------- | --------------------- | ------------ | ---------- | -------------------- | ---------------- | -------------------- |
|          | Belén                 | 283,6 km²    | 7.914      | 2645                 | 1762             | 150640               |
|          | Busbanzá              | 22,5 km²     | 1.202      | 2500                 | 1845             | 152080               |
|          | Cerinza               | 61,63 km²    | 3.912      | 2725                 | 1554             | 150620               |
|          | Corrales              | 60,85 km²    | 2.662      | 2388                 | 1782             | 152060               |
|          | Duitama               | 266 km²      | 131.591    | 2532                 | 1819             | 150461 150462        |
|          | Floresta              | 85 km²       | 3.422      | 2500                 | 1810             | 150601               |
|          | Paipa                 | 305 km²      | 36.078     | 2513                 | 1568             | 150440               |
|          | Santa Rosa de Viterbo | 107 km²      | 13.989     | 2748                 | 1690             | 150480               |
|          | Tutazá                | 135 km²      | 2.142      | 2800                 | 1849             | 150660               |
| -        | Total                 | 2.232,34 km² | 202.912    | -                    | -                |                      |